# Rete tranviaria di Karlsruhe
La rete tranviaria di Karlsruhe è la rete tranviaria che serve la città tedesca di Karlsruhe. È composta da sette linee.